# ラブラドゥードル

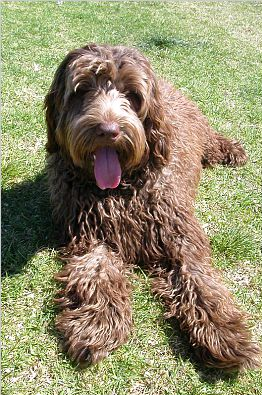
ラブラドゥードル

ラブラドゥードル（英語: Labradoodle）は、スタンダードプードルとラブラドール・レトリーバー 、ミディアムとミニチュアのプードル、アイリッシュ・ウォーター・スパニエル、カーリーコーデット・レトリバー、アメリカン・コッカー・スパニエル、イングリッシュ・コッカー・スパニエルの交配から作られた犬種。愛称はドゥードル。動物アレルギーを持つ人々の介助犬になることを最初の目的として、オーストラリアで作出された。現在のところ、国際畜犬連盟等による公認は受けておらず、同種内の異なる品種間による交雑によって生まれる雑種と位置付けられる。

## 歴史
1980年代にオーストラリアビクトリア州のオーストラリア王立盲導犬協会が、ハワイ在住の視覚障害者から、犬の毛アレルギーのある夫のためにアレルギーを起こしにくい盲導犬の依頼を受けた際に、盲導犬協会の仔犬繁殖マネージャーを務めていたWally Conronが、ラブラドール・レトリーバーとスタンダード・プードルを交配させたことがラブラドゥードルの始まりである。知的で繊細な骨格を持ち、抜け毛が少なくアレルギー症状を引き起こしにくいプードルと、にぎやかで元気、愛嬌と忠誠心のあるラブラドール・レトリーバーの交配が試みられた。誕生した3頭の仔犬のうち1頭の毛が、依頼者の夫にアレルギーを起こさないことが分かり、盲導犬としての訓練の後、依頼者に引き渡された。
その後、交配の結果に一貫性が見られないことから、盲導犬協会はラブラドゥードルの繁殖を継続させることはなかったが、関心を持った少数のブリーダー達によって、アレルギー・フレンドリーな家庭犬、使役犬として繁殖と改良が続けられた。1998年にオーストラリアン・ラブラドゥードル協会（Australian Labardoodle Association Inc.）が設立され、2004年には、単なるラブラドール・レトリーバーとプードルだけの雑種ではなく、アイリッシュ・ウォーター・スパニエル、カーリー・コーテッド・レトリーバー、アメリカン・コッカー・スパニエル、イングリッシュ・コッカー・スパニエルを交配した犬種として、オーストラリアン・ラブラドゥードルが同協会によって正式に認定された。オーストラリアン・ラブラドゥードルとラブラドゥードルは厳密には異なる犬種であるが、同一視されることが多い。一方、オーストラリアン・ラブラドゥードル協会（Australian Labradoodle Association）は、その保護と育成を進めながら国際畜犬連盟の公認を受けることを目指している。
オーストラリアン・ラブラドゥードル協会の2009年改訂版の「グレーディングスキーム」では、交配に使用する先祖犬（parent breed）として、ラブラドール・レトリーバーとプードルだけの雑種ではなく、アメリカン・コッカー・スパニエル、イングリッシュ・コッカー・スパニエルの４犬種が示されている。また同スキームの規定する純血のオーストラリアン・ラブラドゥードルの作出するプロセスによると、ラブラドール・レトリーバーとプードルの2犬種のみの血統を持つものをラブラドゥードル・オリジン（LO）と呼ぶ。LOは、コッカー・スパニエルの血統が加えられることにより、オーストラリアン・ラブラドゥードル・ファウンデーション（ALF）に昇格することができる。LOどうし、ALFどうしの交配で世代を進めることができ、その進度は数字で示され「LO3」、「ALF2」のように表記される。LOどうしの交配の場合、世代が大きい方の数字が1つ進み、ALFの場合、世代が小さい方の数字が1つ進む。アメリカンケネルクラブの基準に準じ、純血の（purebred）オーストラリアン・ラブラドゥードルはALF4以上とされている。
ラブラドゥードルは2009年にアメリカ合衆国大統領に就任したバラク・オバマが、犬アレルギーの娘に配慮して、ポーチュギーズ・ウォーター・ドッグとともにファーストドッグの候補にしたことから注目を集めた。またラブラドゥードルの作出は、後に抜け毛の少なさが特徴であるシュヌードルやコッカープーといったプードル・ハイブリッドのブームを起こすきっかけとなった。

## 特徴
オーストラリアン・ラブラドゥードルの最大の特徴は、ラブラドール・レトリーバーの盲導犬や使役犬としての聡明で柔順な性格と、プードルの抜け毛の少なさという身体的特徴を併せ持つことである。ただし、誕生する犬すべてに必ず抜け毛が少ない性質が受け継がれるわけではなく、抜け毛が少ない個体から得られる仔が、親と同じ性質を備える保証もない。
大きさは、小さいものではコッカー・スパニエル程度で、大きいものではスタンダード・プードル程になる。オーストラリアン・ラブラドゥードル協会では、オーストラリアン・ラブラドゥードルの犬種標準を作成しており、大きさはスタンダード（体高53-63cm、体重23-30kg）、ミディアム（体高43-52cm、体重13-20kg）、（ミニチュア：体高35-42cm、体重7-13kg）、(トイ:体高35cm以下、体重7kg以下)の4段階に分けられる。
毛色にはブラック、シルバー、クリーム、ゴールド、アプリコット、レッド、カフェ、ブラウンなどがある。毛質は通常短くカールした房状だが、ウェーブまたはカールした長い毛の場合もある。オーストラリアン・ラブラドゥードルでは、単色の毛色（ソリッド・カラー）では、チョーク、クリーム、ゴールド、キャラメル、レッド、ブラック、シルバー、ブルー、チョコレート、カフェ、ラベンダー、パーチメントと、バリエーションが豊富である。体全体の50%以上が白で、頭や背中などに模様があるパーティ、色の組み合わせと構成比率は問わず、両目の上、マズルの横、喉と顎と胸、脚の先端、尾の付け根に模様があるファントム、体全体の50%未満が白のアブストラクトといった模様や、毛先に黒が混じるセーブル、トラ縞模様のようなブリンドル、これらのパターンに当てはまらないマルチパターンも認められている。
通常は非常に賢く社交的、コミカルで嬉しそうでエネルギッシュであり、人に扱われている時には穏やかで静かである。機嫌良くフレンドリーに人に接し、集中力があり訓練しやすい。人の感情やニーズへの洞察力がある。
まつ毛が長く伸びる犬種。